# بارطشية ألبية
بارطشية ألبية (الاسم العلمي:Bartsia alpina) (بالإنجليزية: velvetbells)‏ هي نوع من النباتات يتبع جنس البارطشية من الفصيلة الهالوكية.